# Манабендранатх Рой
Манабендра Рой, Манабендра Натх Рой (бенг. মানবেন্দ্র নাথ রায়, справжнє ім'я Нарендранатх Бхаттачарія, 21 березня 1887, Колката, Бенгальське президентство, Британська Індія — 25 січня 1954, Деградун, Уттаракханд, Індія) — індійський революціонер і комуніст, політик і філософ, діяч Комінтерну у 1920-х роках, засновник філософії радикального гуманізму.

## Біографія
Народився у сім'ї брахманів в місті Арбели округу 24 паргани (нині Північні 24 паргани) Бенгальського президентства Британської Індії (нині індійський штат Західний Бенгал). У 1898 році сім'я переїхала до Кодалії, нині округ Хуглі (Західний Бенгал), де Бхаттачарія закінчив англо-санскритську школу Harinavi, в якій викладав його батько. Потім вступив до Національного коледжу у Колкаті, ректором якого був відомий індійський філософ, поет, революціонер і організатор національно-визвольного руху Шрі Ауробіндо. Пізніше перейшов до Бенгальського технічного інституту (нині Джадавпурський університет), де вивчав інженерну справу і хімію. Велику частину знань Бхаттачарія проте отримав шляхом самостійного вивчення.

### Індійський націоналіст
Брав участь у роботі підпільних організацій, які виступали за незалежність Індії, зокрема входив до спільнот «Анушилан Саміті» і «Джугантар». Під час Першої світової війни разом з багатьма індійськими націоналістами, приєднався до так званої «Індо-німецької змови» (англ. Hindu-German Conspiracy), учасники якої сподівалися домогтися незалежності від Британії за допомогою її ворога, Німецької імперії. У 1915 році Бхаттачарія виїхав з Індії, з метою доставити на батьківщину вантаж зброї від німецьких союзників. Операція провалилася і він знову повернувся до Індії лише через 16 років.
Спочатку Бхаттачарія прибув до Батавії (нині Джакарта, столиця Індонезії), потім жив у Китаї і Японії, де намагався отримати допомогу від Німеччини, Японії і навіть від лідера китайських революціонерів Сунь Ятсена, але безуспішно.

### Комуніст
У 1916—1917 роках проживав у США, де під час двомісячного перебування в Пало-Альто зустрів свою майбутню дружину, випускницю Стенфордського університету Евеліну Трент. Разом з нею він переїхав у Нью-Йорк, де захопився марксизмом. Після вступу США у Першу світову війну на боці Антанти, Бхаттачарія, побоюючись видачі у Британію, втік разом з Евелін у Мексику.
У Мексиці Бхаттачарія прожив близько двох років. Брав активну участь у місцевому соціалістичному русі. У грудні 1917 року став одним із творців Соціалістичної партії, яка восени 1919 року була перетворена в Мексиканську комуністичну партію (першу компартію за межами Росії). У ці роки близько зійшовся Михайлом Бородіним, першим радянським консулом у Мексиці, завдяки якому було створено Латиноамериканська бюро III Інтернаціоналу.
Влітку 1920 року приїхав в РРФСР, де отримав з подачі Бородіна запрошення виступити на Другому конгресі Комуністичного Інтернаціоналу. Після конгресу оселився в Москві, де 8 років працював в Комінтерні. У 1920 році брав участь у створенні в Ташкенті військової і політичної шкіл з підготовки революційних кадрів для Азії, а в жовтні того ж року у заснуванні Комуністичної партії Індії. У 1922 році обраний до Виконкому Комінтерну. У 1922 році Рой починає видавати журнал «Авангард» (англ. Vanguard), орган емігрантської Комуністичної партії Індії.
Закінчив Комуністичний університет трудящих Сходу ім. І. В. Сталіна.
У 1927 році — представник Комінтерну в Китаї. Після жорстокого придушення Комуністичної партії Китаю урядом Чан Кайші повернувся в Москву, де в 1928 році виступив проти Сталіна, приєднавшись до Бухаріна і «Правої опозиції». 22 травня 1928 року Рой отримав дозвіл на виїзд за кордон на лікування і відправився в Берлін літаком радянсько-німецької авіакомпанії Deruluft. У грудні 1929 року виключений з Комінтерну.
У грудні 1930 року Рой повернувся до Індії, де 21 липня 1931 року був заарештований в Мумбаї британською владою на підставі ордера на арешт, виданого в 1924 році. 9 січня 1932 року він був засуджений до 12 років суворого тюремного ув'язнення за звинуваченням «в змові з метою позбавити короля імператора його суверенітету в Індії». У 1931-1936 роках перебував в ув'язненні, що не завадило йому продовжити боротьбу за незалежність Індії у вигляді написання статей і книг. Був звільнений у листопаді 1936 року за станом здоров'я. Всупереч рішенню Комінтерну бойкотувати Індійський національний конгрес, Рой закликав індійських комуністів приєднатися до цієї партії.
З початком Другої світової війни Рой засудив як тоталітарні режими Німеччини та Італії, так і підтримку Англії та Франції в боротьбі проти нацизму. Він порвав з Індійським національним конгресом і разом з Вітхала Махадео Таркунде в 1940 році заснував Радикально-демократичну партію. Позиція Роя явно відрізнялася від поглядів більшості лідерів індійського руху за незалежність. Рой вважав, що перемога Німеччини і країн осі привела б до кінця демократії в усьому світі, в той час як на його думку, Індія може завоювати її незалежність тільки у вільному світі.

### Радикальний гуманіст
Розчарувавшись як у демократії, так і в комунізмі, Рой останні роки свого життя присвятив розробці альтернативної філософії, яку назвав радикальний гуманізм. У своїй філософії він бачив засоби для забезпечення людської свободи і прогресу. Рой розраховував, що радикальний гуманізм зможе привести до встановлення ідеального соціального порядку, який виявить все краще в людині. У 1947 році він виклав свої тези в маніфесті, названому ним «Новий гуманізм». Рой очікував, що його робота виявиться такою ж важливою, як «Комуністичний маніфест» Маркса століттям раніше.

### Смерть і спадщина
Помер Рой 25 січня 1954 року в Деградун, столиці штату Уттаракханд.
Починаючи з 1987 року Oxford University Press почало публікацію вибраних творів Роя. В цілому, за десять років були підготовлені і опубліковані чотири томи, що включили в тому числі і роботи, написані Роєм під час ув'язнення в британських в'язницях. Редактором проекту був Сібнараян Рей, відомий бенгальський мислитель, педагог, філософ і літературний критик, прихильник радикального гуманізму.

## Цікаві факти
- Будинок в Мехіко, в якому Рой жив, сьогодні займає приватний нічний клуб, названий на його честь MNRoy.

На честь нього був названий відомий радянський письменник-історик і дисидент Рой Медведєв.

## Праці
- Manabendra Nath Roy, The future of Indian politics, 1926, R. Bishop London.
- Manabendra Nath Roy, Revolution and Counter-Revolution in China, 1946, Reprinted 1973, Hyperion Press. ISBN 0-88355-091-1
- Manabendra Nath Roy (with Philip Spratt), New Orientation, 1946, Renaissance Publishers, Calcutta.
- Sibnarayan Ray (ed), Selected Works of M.N. Roy: Volume I: 1917—1922 , Oxford University Press.